# Trška pot okoli Šoštanja
Trška pot okoli Šoštanja je planinska pot, ki poteka po mejah bivšega trga Šoštanja.

## Osnovni podatki
Trška pot okoli Šoštanja:
- je registrirana planinska pot
- stopnja težavnosti: lahka označena planinska pot
- skrbnik: PD Šoštanj
- odprtje: 1994

## Opis poti
Trška pot, ki obkroža mesto Šoštanj je speljana, kolikor je to bilo mogoče, po mejah šoštanjskega pomirja (mestnega ozemlja), ki je že od srednjega veka predstavljal meje, do katerih je segala oblast samega trga, kasneje mesta Šoštanj. Meja je pred letom 1848 potekala takole: od Pohrastnika je šla mimo Sraleta do Poštajnerja ter mimo Lepa in skozi gozd pod Plešejem. Od tu je prišla v Družmirje pri Miklavu, ter nato proti Paki čez Tamšetov travnik. Ko je meja prestopila Pako, se je nadaljevala mimo Klancjurja, Hliša, Ostrožnika, Vrhovnika in Pušnika, od koder se je spustila v Penk in nato nazaj do Pohrastnika. Če ta opis primerjamo s potjo, ki jo je ubrala trška pot vidimo, da se v več kot polovici poteka povsem pokrivata. To (naključno?) pokrivanje govori samo po sebi o trdovratnosti mestnih meja, ki so pri Šoštanjčanih podzavestno prisotne do današnjega dneva.
Pot, ki se začenja pri ribiški koči ob Družmirskem jezeru, se nato seveda izogne tistemu delu pomirja, ki je potekalo po danes potopljenih delih Družmirja, vendar se pri Klancu (Klancjurju) ponovno stakne z njim ter se nato vije po razglednem in slikovitem slemenu, ki ločuje Lokovico od jedra Šaleške doline. Razgled se tukaj odpira na vse strani. Na vzhodu so pred nami bližnji griči: Lilijski grič, Gradišče, Trnekov hrib in višje vzpetine: Ramšakov vrh in Radojč. Če od teh vzpetin s pogledom nadaljujemo od vzhoda proti severu, se nam pogled najprej ustavi na Paškem Kozjaku, ki ima iz zahodne smeri videz kamelje grbe, ki jo tvorita njegova zahodna vrhova Špik in Visoko. Za Kozjakom se odkriva Pohorje, ki se s svojimi vrhovi Črni vrh, Velika Kopa in Kremžarjev vrh vije v smeri vzhod-zahod. Naprej proti severu se tik nad Šaleško dolino vzpenjajo Lubela, Vodemla, Stropnica in Graška gora. 
Najbolj markantna gora na severni strani je Plešivec ali Uršlja gora, kakor ga domačini rajši poimenujejo. Predgorje v smeri Plešivca je poseljeno s hribovskimi kmetijami, ki tvorijo vasi Spodnji in Zgornji Razbor, Ravne, Zavodnje in Šentvid. Ko prehajamo s pogledom od severa proti zahodu se nad Topolšico dviga Lom, zahodneje je vas Bele Vode s Svetim Križem in v ozadju za Šoštanjčane najbolj šoštanjska gora, Smrekovec 1577m. Na zahodu so Golte z Boskovcem, kot najvišjim vrhom. Daleč v ozadju se v tej smeri odpirajo tudi vrhovi gornje Savinjske doline. Tako lahko ob dobri vidljivosti vidite Rogatec, Lepenatko in Menino, bolj proti jugu pa Dobrovlje. Južno razgledno stran tvorijo razen Gore Oljke in okoliških vzpetin še Zasavski hribi. 
Na slemenu je pri kmetiji Vrhovnik moč dobiti tudi žig poti. 
Vrhovnik je stara in čvrsta kmetija, katere začetki segajo vse tja v srednji vek, saj se kmetija s tem imenom na tem mestu prvič omenja že v 15. stoletju. Še mnogo starejši je naslednji očak, ki sprejme pohodnika, ko se le ta spusti mimo kmeta Križnika in ob Pleškem vrhu do starega šoštanjskega gradu, ki mu danes domačini pravijo tudi Pusti grad. Ta opazuje dogajanje v naselbini pod seboj že od 12. stoletja, kar pomeni, da je najstarejša še (delno) ohranjena stavba v zahodnem delu Šaleške doline. Do danes je ostala ohranjena polovica osrednjega stolpa, ki se, kljub temu, da je minilo že več kot petsto let, kar je bil nasilno razvaljen, trmasto zoperstavlja zobu časa. Po uspešni obnovi pa prihajajo njegove izjemno lepe in pravilno grajene kamnite lege še lepše do izraza. 
Pot nas nato vodi pod Veniškim vrhom in v zahodni smeri do kmetije Pušnik, kjer obiskovalca čaka naslednji žig, ter prijazni domačini, ki radi pokažejo tudi svojo majhno toda atraktivno narodopisno zbirko. Od Pušnika se pohodnik lahko odloči za strmejšo, a bližjo ali položnejšo in daljšo varianto poti do soteske Penk. Slednja je priporočljivejša predvsem v zimskih mesecih ter v času med in takoj po padavinah. 
V soteski Penk je bil pred več kot dvesto leti tudi rudnik svinca in cinka. Danes nas na obstoj tega rudnika spomni le še vedno vidni vhod v jamo iz katere so pridobivali rudo. Toda čeprav v Penku ni več rudnika, sta na tem mestu še vedno vsaj dve zanimivosti na katere je vredno opozoriti. Prva je cerkev sv. Mihaela, ki je bila zgrajena leta 1974 kot nadomestilo za staro, zaradi ugrezanja doline podrto farno cerkev. Cerkev predstavlja eno redkih, čeprav nedosledno izvedenih modernih sakralnih stavb v Sloveniji. Poleg tega najdemo v njej tudi mnogo umetnin stare družmirske farne cerkve. 
Druga znamenitost, ki je pohodnik ne sme zamuditi je nedvomno kraška jama pri domačiji Rotovnik. Jama je dostopna za oglede, njena največja znamenitost pa so aragonitni ježki, ki s svojo čarobno krhkostjo ne pustijo nobenega obiskovalca hladnega. Pri Rotovnikih dobimo tudi tretji žig na naši poti. Za tem pelje pot skozi novodobno naselje Pohrastnik, ki je dobilo svoje ime po veliki kmetiji tega imena, ki smo jo spoznali že ob opisu trškega pomirja. Nato pa čez potok Toplico in skozi naselje Metleče in gozd Široko do vile Široko, ki sta jo zgradila Hans in Melvina Woschnagg, člana šoštanjske usnjarske družine v 30. letih 20-tega stoletja ter predstavlja enega redkih in zato še toliko vrednejših primerkov primestne vile. Dodatno vrednost pa ji daje poznogotski relief sv. Krištofa, ki je vzidan v zunanji steni. 
Za vilo čaka pohodnika le še zložen spust proti dolinici, ki jo je oblikoval potok Klančnica, kjer je na severni strani poti, pri kmetu Falentu tudi zadnji žig poti. Sledi vzpon preko Goric, kjer se lahko ob križu spomnimo vseh ubitih po drugi svetovni vojni ter nazaj do ribiške koče, kjer se je trška pot tudi začela.

## Dolžina poti
Krožno pot lahko izkoristimo za malo daljši ali več krajših sprehodov. Za celotno pot boste potrebovali 4 ure. Za odsek od Ribiške koče do Vrhovnika 1 uro in 15 min, od Vrhovnika do Pušnika 1 uro in 10 minut, od Pušnika do Rotovnikove jame 20 min, od Rotovnikove jame do Falenta 45 min in za zadnji del do Ribiške koče 30 min. Vsekakor lep sprehod za nabiranje kondicije ob lepem razgledu na Lokoviškem slemenu, pa tudi za pridobivanje idej za nove planinske cilje.

## Spominski znak poti
Planinsko društvo Šoštanj nagradi pohodnike za enkrat prehojeno pot, in sicer s spominskim znakom, prehojeno pot dokazujete z žigosanimi kartončki, ki jih oddate ali pošljete kontaktni osebi.